# Anexamita heterocnemis
Anexamita heterocnemis é uma espécie de coleóptero da tribo Callichromatini (Cerambycinae); compreende três subespécies, com distribuição em Moçambique e Tanzânia.

## Subespécies
- Anexamita heterocnemis heterocnemis (Gerstäcker, 1855)
- Anexamita heterocnemis orientalis (Aurivillius, 1907)
- Anexamita heterocnemis splendida (Gahan, 1890)